# McDonnell Douglas MD–90
A McDonnell Douglas MD–90 kéthajtóműves, rövid és közepes hatótávolságú, egyfolyosós utasszállító repülőgép. Az MD–90-et az MD–80-as sorozatból fejlesztették ki. Az MD–80-tól való különbségek az üzemanyag-felhasználás szempontjából hatékonyabb International Aero Engines V2500 sugárhajtóművek alkalmazása, és a hosszabb törzs. Az MD–90 akár 172 utas befogására alkalmas. Első üzemeltetője a Delta Air Lines volt 1995-ben.
Az MD–90 és az azt követő MD–95/Boeing 717 az 1980-ban szolgálatba állított MD–80 sorozatból származnak, amely maga a DC–9 továbbfejlesztése volt.

## Tervezés és fejlesztés

### Háttér
A Douglas Aircraft Company a DC-9-est az 1960-as években fejlesztette ki mint a nagyobb DC–8 rövid hatótávolságú társát. A DC-9 teljesen új koncepció, két hajtóműve a törzs hátsó részén kapott helyet, és a gépnek T alakú vezérsíkja van. A DC-9 keskenytörzsű, az utaskabinban öt egymás melletti üléssorral kialakított repülőgép, amely az ülésrendtől és a változattól függően 80-135 utas befogadására alkalmas.
A DC-9 második generációját eredetileg DC-9-80-nak, vagy DC-9 Super 80-nak nevezték, később MD-80 néven árulták, 1980-ban állt forgalomba. 1983-ban a McDonnell Douglas tanulmányozni kezdett egy MD-80-as altípusból kifejlesztendő rövidebb változatot, ennek neve lett MD-90. Néhány évvel korábban a McDonnell Douglas még propfan hajtóművekkel tervezte ellátni az MD-90-est, de 1989-re már egyértelmű volt, hogy nincs elegendő érdeklődés az ilyen meghajtású repülőgépre. Ezért átdolgozták a javaslatokat, és a repülőgép az IAE V2500 turbóventilátoros gázturbinás sugárhajtóművet kapta meg.

### MD-90
Az MD-90 fejlesztése 1989. november 14-én kezdődött el, amikor a Delta Airlines 50 gépre adott megrendelést, és további 110-re opciót. A repülőgép 1993. február 22-én repült először, majd az első MD-90-est a Delta Air Lines 1995 februárjában vehette át. A legtöbb MD-90 az amerikai, Kalifornia állambeli Long Beach repülőtér szomszédságában készült el, két repülőgép pedig a sanghaji Jiangwan repülőtéren a Kínai Népköztársaságban.

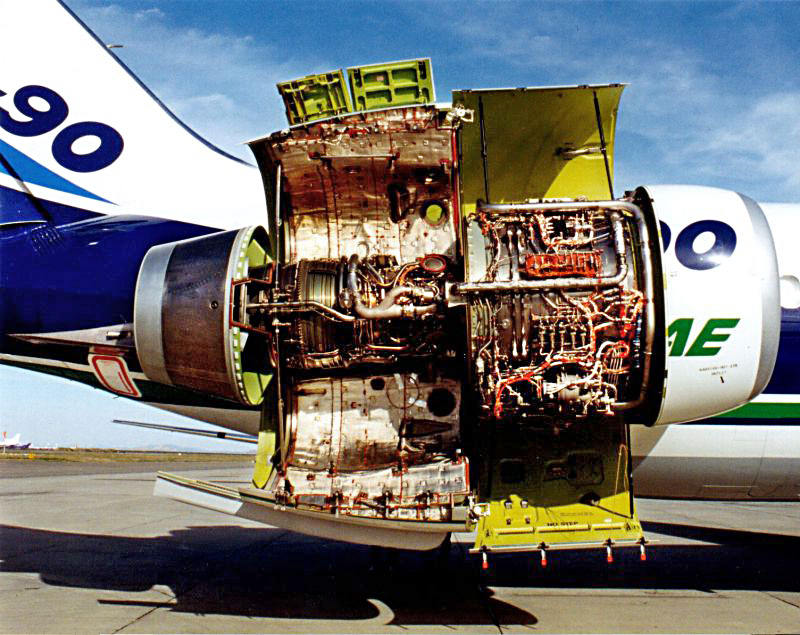
Az International Aero Engines V2500 sugárhajtómű egy MD-90-esen

Az MD-90 egy közepes méretű és hatótávolságú utasszállító repülőgép, amelyet az MD-80-as sorozatból fejlesztettek ki. Ez 1,5 méterrel hosszabb változata az MD-88-nak, amelyet hasonló elektronikus repülési műszer rendszerrel (EFIS) láttak el, és a nagyobb teljesítményű, csendesebb és üzemanyag-hatékonyabb IAE V2500 sugárhajtóművet kapott a JT8D helyett, amivel az összes MD-80-as repül. Az MD-90 tipikus üléselrendezéssel, kabin konfigurációval és a belső elrendezéstől függően 153-172 utast szállíthat.
Az MD-90 két fő változatban készült el: -30 és -30ER. A -30-as hatótávolsága 3860 km. A -30ER nagyobb bruttó súllyal és nagyobb hatótávolsággal rendelkezik, ami 4426 km egy kiegészítő üzemanyagtartállyal. Terveztek egy hosszabb hatótávolságú változatot, ez lett volna az -50-es modell, de nem érkezett rá megrendelés.
Kezdetben az MD-90-est jellemzően üvegpilótafülkével szerelték fel hasonlóan az MD-88-ashoz. A Saudi Arabian Airlines-nak 29 MD-90-est szállítottak le, amelyek rendelkeztek üvegpilótafülkével, repüléselektronikai és felső kijelzővel hasonlóan az MD-11 pilótafülkéjéhez, ez könnyebbé tette a légitársaságok pilótái számára az átképzést az MD-11-re, amit szintén üzemeltet a légitársaság.

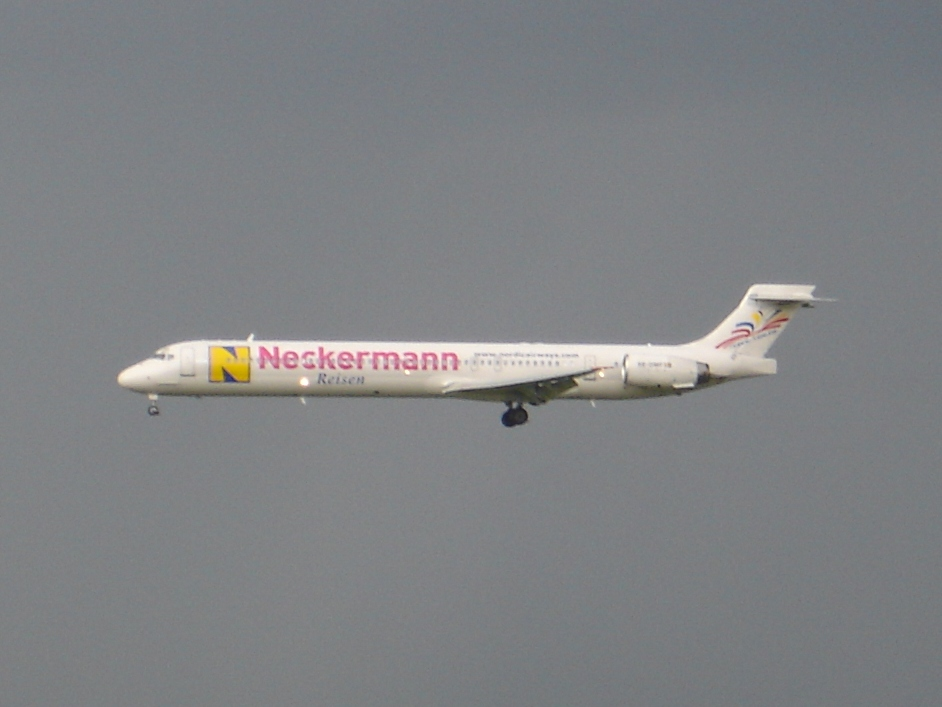
Nordic Leisure MD-90

Nem sok megrendelés érkezett az MD-90-re, miután a Boeing és a McDonnell Douglas összeolvadt 1997-ben, ennek oka a Boeing 737-tel kialakult belső verseny volt. A Delta Air Lines az MD-90-nel néhány régebbi Boeing 727-esét váltotta fel. Miután a Boeing-McDonnell Douglas egyesült, a Delta törölte a 19 megmaradt MD-90-re szóló megrendelését, és inkább Boeing 737-800-asokat vásárolt. Összesen 40 (később 20) MD-90-est terveztek legyártani egy szerződés alapján a Kínai Népköztársaságban, Sanghajban a Trunkliner program keretében, de a Boeing úgy döntött, hogy leállítja a programot, így csak két MD-90-est készített a Shanghai Aircraft.
Az MD-90 gyártása a kaliforniai Long Beach-ben 2000-ben lezárult, az utolsó repülőgépet a Saudi Arabian Airlines vette át. Az MD-90T gyártása szintén 2000-ben zárult le Sanghajban. Összesen 116 darab legyártott MD-90 készült el, az MD-90 gyártási sorozata volt a legkisebb a DC-9-es családban.
Az MD-90 után a DC-9 családban a Boeing 717-200-as típust tervezték, amikor a McDonnell Douglas (a Douglas Aircraft Company utódja) egyesült a Boeinggel 1997-ben. Az MD-90 fő vetélytársainak az Airbus A320 és a Boeing 737-800-as típusok számítanak.

## Változatok

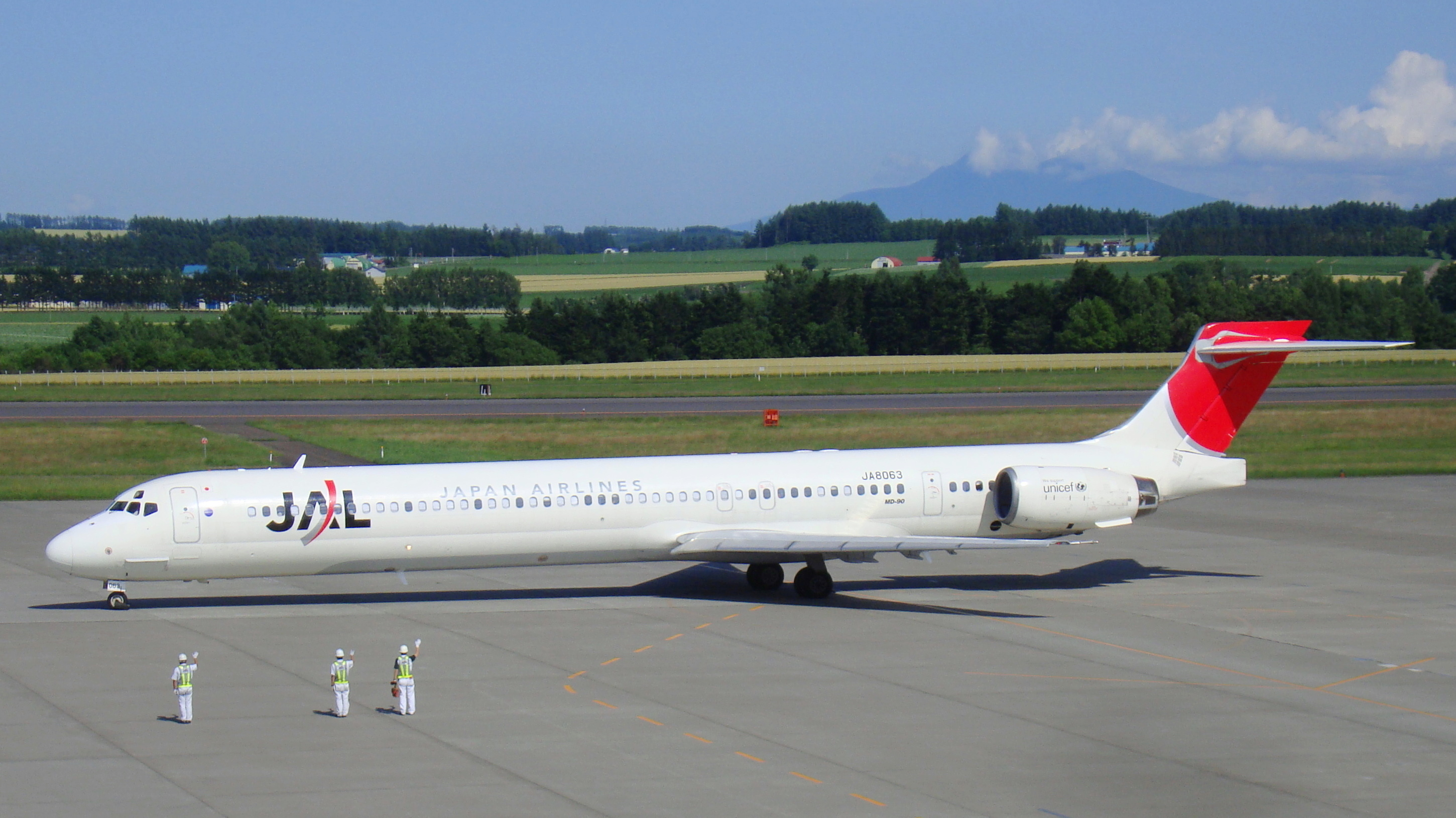
Japan Airlines MD-90

MD-90-30Alapváltozat, két V2500 sugárhajtóművel és elektronikus repülési műszer rendszerrel felszerelt pilótafülkével.
MD-90-30IGWFokozott bruttó felszálló tömegű változat, egy épült belőle.
MD-90-30ERMegnövelt hatótávolságú (ER) változata az MD-90-30-nak.
MD-90-30T "Trunkliner"Az MD-90-30-ason alapuló változat, amelyet a Shanghai Aviation Industrial Corporation cégnél állítottak elő a Kínai Népköztársaságban, Sanghajban. Eredetileg 40 repülőgép gyártását tervezték, később ez 20-ra csökkent, végül csak két repülőgép készült el a Trunkliner programban. Ezt követően később az ACAC ARJ21-est ezen program szerszámozásainak felhasználása során tervezték meg, amit korábban a kínai MD-90-30-as programban használtak fel.

## Üzemeltetők

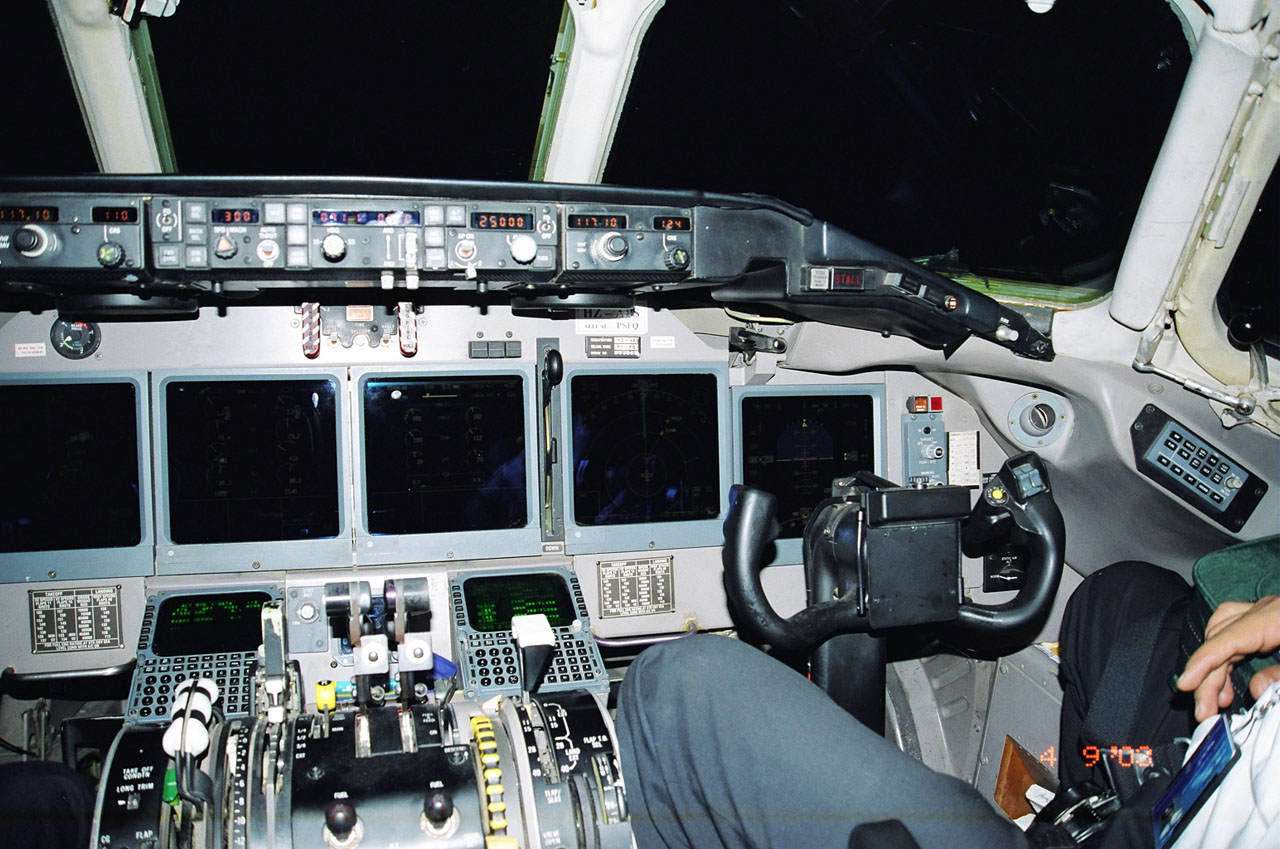
A Saudi Arabian Airlines MD-90-es repülőgépének üvegpilótafülkéje

A típus főbb üzemeltetői a Delta Air Lines, a Saudi Arabian Airlines, a Japan Airlines és a Scandinavian Airlines. Összesen 77 darab repülőgép maradt szolgálatban 2013-ig.
- Delta Air Lines (60 db)
- EVA Air (7 db)
- Uni Air (4 db)
- Saudi Royal Flight (1 db)

Korábban üzemeltető légitársaságok
- Blue1 (5 db)
- Lion Air (5 db)
- Japan Airlines (16 db)
- Japan Air System (16 db)
- Scandinavian Airlines (8 db)

### Szállítások
| Típus      | Összesen | 2000 | 1999 | 1998 | 1997 | 1996 | 1995 |
| ---------- | -------- | ---- | ---- | ---- | ---- | ---- | ---- |
| MD-90-30   | 113      | 3    | 13   | 34   | 25   | 25   | 13   |
| MD-90-30ER | 1        |      |      |      | 1    |      |      |
| MD-90-30T  | 2        | 2    |      |      |      |      |      |
| Összesen   | 116      | 5    | 13   | 34   | 26   | 25   | 13   |

## Adatok
|                                       | MD-90-30                                                    | MD-90-30ER                                                  |
| Utaskapacitás                         | 153 (2 osztályon) 172 (1 osztályon)                         | 153 (2 osztályon) 172 (1 osztályon)                         |
| Legnagyobb felszálló tömeg            | 70 760 kg                                                   | 76 204 kg                                                   |
| Felszállás hossza legnagyobb tömeggel | 2270 m                                                      | 2270 m                                                      |
| Hatótávolság                          | 3860 km                                                     | 4023 km 4424 km                                             |
| Utazósebesség, tipikus                | 811 km/h                                                    | 811 km/h                                                    |
| Hosszúság                             | 46,5 m                                                      | 46,5 m                                                      |
| Szárnyfesztávolság                    | 32,87 m                                                     | 32,87 m                                                     |
| Magasság                              | 9,4 m                                                       | 9,4 m                                                       |
| Hajtómű (2 db)                        | IAE V2525-D5 111,21 kN Opcionálisan: IAE V2528-D5 124,55 kN | IAE V2525-D5 111,21 kN Opcionálisan: IAE V2528-D5 124,55 kN |

Források: Boeing, és Airlines.net